# Pachylemur
Pachylemur es un lémur gigante extinto estrechamente relacionado con los lémures rufos del género Varecia. Se conocen dos especies: el Pachylemur insignis y el Pachylemur jullyi, aunque existen dudas en cuanto a si en realidad pueden ser de la misma especie. Los Pachylemur son referidos a veces como lémures rufos gigantes, porque a pesar de que estos y los lémures rufos todavía existentes tienen dientes y esqueletos similares, el Pachylemur era más robusto y hasta tres o cuatro veces más grande. Los estudios de ADN han confirmado una relación de grupo hermano entre estos dos tipos de lémures. Al igual que los lémures rufos todavía existentes, los Pachylemur se especializaban en comer frutas, y eran por lo tanto un importante dispersor de semillas, posiblemente de especies de árboles con semillas demasiado grandes como para ser tragadas por lémures rufos normales. En los matorrales espinosos del suroeste de Madagascar, también eran propensos a haber dispersado semillas que se les hubieran pegado a la piel y hubieran transportado a otros lugares. A diferencia de los lémures rufos, las patas delanteras y traseras del Pachylemur eran casi de la misma longitud, por lo que es probable que haya sido un trepador lento. Sin embargo, ambos utilizaban suspensión posterior para llegar a las frutas en pequeñas ramas por debajo de ellos.
Al igual que otros lémures, el Pachylemur sólo ha podido ubicarse en la isla de Madagascar, y sus restos subfósiles se han encontrado principalmente en sitios del centro y suroeste de la isla. Restos fragmentarios e indeterminados también se han encontrado en el norte de Madagascar. El Pachylemur vivió en diversas comunidades lémures dentro de su rango, pero en muchos de estos lugares, se han mantenido el 20% o menos de las especies de lémures originales. El Pachylemur entró en declive después de la llegada de los humanos a Madagascar alrededor del año 350 a. C. La pérdida de hábitat, la fragmentación del bosque y la caza de animales silvestres se cree que han sido las razones de su desaparición. Se cree que el Pachylemur se extinguió entre los años 680 y 960 d. C., aunque restos subfósiles encontrados en una fosa cueva en el suroeste de Madagascar pueden indicar que sobrevivió hasta hace 500 años.
Los restos del Pachylemur fueron descritos por primera vez en 1895 por el zoólogo francés Henri Filhol y fueron incluidos originalmente en el género Lemur, junto con el lémur de cola anillada (Lemur catta) y otras especies cercanas actualmente clasificadas en la familia Lemuridae. En 1948, el paleontólogo francés Charles Lamberton colocó a la especie en el subgénero Pachylemur, la cual fue reconocida como un género en 1979. Sin embargo, debido a los usos anteriores del nombre Pachylemur, la prioridad de un nombre de género alterno propuesto por Guillaume Grandidier en 1905, y los errores en la descripción de Lamberton del género en 1948, la disponibilidad del nombre con las reglas de nomenclatura zoológica se consideraron cuestionables. En 2011, se presentó una petición ante la Comisión Internacional de Nomenclatura Zoológica para conservar el nombre.

## Historia evolutiva
El Pachylemur era de apariencia similar, pero mucho más grande y más robusto, que los lémures rufos todavía existentes (género Varecia). Además de su morfología general, los estudios de los dientes (anatomía dental) también sugieren una estrecha relación. En 1953, William Charles Osman Hill señaló que el cráneo de ambas especies -P. insignis y P. jullyi (en aquel entonces llamados Lemur insignis y L. jullyi)- se parecía más al de los lémures rufos más que al del resto de los lémures clasificados en el género Lemur en ese momento.
Debido a las similitudes, el Pachylemur es denominado a veces como un lémur rufo gigante. Además de las similitudes morfológicas, estudios moleculares de ADN también apoyan una estrecha relación. Sobre la base de los estudios de su ADN, los Pachylemur y lémures rufos forman una relación de grupos hermanos con el resto de los lémures en la familia Lemuridae. Este mismo grupo hermano forma un grupo hermano del clado (grupo relacionado) que contiene a los lémures marrones (Eulemur), el lémur de cola anillada (Lemur catta), el lémur grande del bambú (Prolemur), y el lémur del bambú común o manso (Hapalemur).

### Clasificación taxonómica
El zoólogo francés Henri Filhol fue el primero en describir científicamente una especie de Pachylemur; a la que llamó Lemur insignis y Lemur intermedius en 1895 sobre la base de unos pocos huesos subfósiles. A partir de eso, varias descripciones de otras especies ahora colocados como Pachylemur siguieron rápidamente. En 1899, Guillaume Grandidier nombró a un nuevo género y especie, Palaeochirogalus jullyi, basándose en dos muestras de dientes encontradas en Antsirabe, Madagascar central, que él pensaba eran similares a las de los lémures enanos (Cheirogaleus). En 1903, Grafton Elliot Smith puso a esta especie en el género Lemur (precisamente como Lemur jullyi), y en 1905, el propio Grandidier consideró a la especie como sinonimia del Lemur insignis.
Mientras tanto, en 1904 Herbert F. Standing había nombrado una especie diferente con el mismo nombre, Lemur jullyi, y nombró a otra especie Lemur maziensis. Hizo notar similitudes entre este grupo y los lémures rufos, en aquel entonces consideradas una sola especie, Lemur varius. En 1908, Standing nombró a otra especie en el grupo, Lemur majori, e incluyó su Lemur maziensis en su L. jullyi. El nombre Pachylemur se introdujo para estos animales en 1948 por Charles Lamberton, quién agrupó al Lemur insignis, Lemur majori y Lemur jullyi en un subgénero del género Lemur.
Desde 1979, el Pachylemur ha sido generalmente considerado como un género distinto, pero algunas clasificaciones incluyen a este género en el los otros géneros Lemur o Varecia de los lémures rufos. En una revisión de 1982, Ian Tattersall reconoce dos especies: el Lemur insignis y el Lemur jullyi. Él no consideraba al Pachylemur como un género distinto, o incluso un subgénero. Como ha señalado Tattersall, el Lemur jullyi (Standing, 1904) es una sinonimia del Palaeochirogalus jullyi (Grandidier,1899), y por lo tanto no es válido. Sin embargo, ambos nombres se basan en el material de la meseta central de Madagascar y Tattersall tanto presume que pertenecen a la misma especie, que podía seguir llamando Lemur jullyi. Clasificaciones recientes reconocen al Pachylemur como un género válido, con dos especies —P. insignis (Filhol, 1895) y P. jullyi (Grandidier, 1899)—, pero expresa dudas acerca de la distinción entre las dos especies.
Hay varios problemas de nomenclatura con el uso actual del nombre Pachylemur. En primer lugar, Filhol había por su propia cuenta utilizado el nombre Pachylemur en 1874 para un grupo de primates primitivos, incluyendo el Adapis, que consideraba un intermedio entre paquidermos y lémures. Varios otros autores mencionan este nombre en los siglos XIX y XX, pero es dudoso que cualquier hecho que el nombre disponible bajo las reglas de nomenclatura zoológica. Sin embargo, este nombre hace potencialmente a Pachylemur (Lamberton, 1948), disponible en el marco del principio de homonimia. Además, el nombre genérico Palaeochirogalus (Grandidier, 1899), antecede al Pachylemur (Lamberton, 1948) por medio siglo y por lo tanto tiene prioridad bajo el principio de prioridad y el Pachylemur de Lamberton está en sí mismo no disponible porque Lamberton no seleccionó una tipo de especie. Para conservar el nombre Pachylemur, Jelle Zijlstra, Colin Groves, y Alex Dunkel presentaron una petición ante la Comisión Internacional de Nomenclatura Zoológica, en 2011. La petición solicita a la Comisión suprimir los nombres Pachylemur (Filhol, 1874), Pachylemur (Palmer, 1904 - basado en el nombre de Filhol) y Palaeochirogalus (Grandidier, 1899), para hacer al Pachylemur (Lamberton, 1948) disponible con efecto retroactivo con el Lemur insignis como su tipo de especie.

## Anatomía y fisiología
El Pachylemur se parecía a los todavía existentes lémures rufos pero era tres o cuatro veces más grande, con una masa corporal estimada de 10 kg (22 lb) en el P. insignis y de 13 kg (29 lb) para la más grande, P. jullyi. Además, el esqueleto es más robusto.

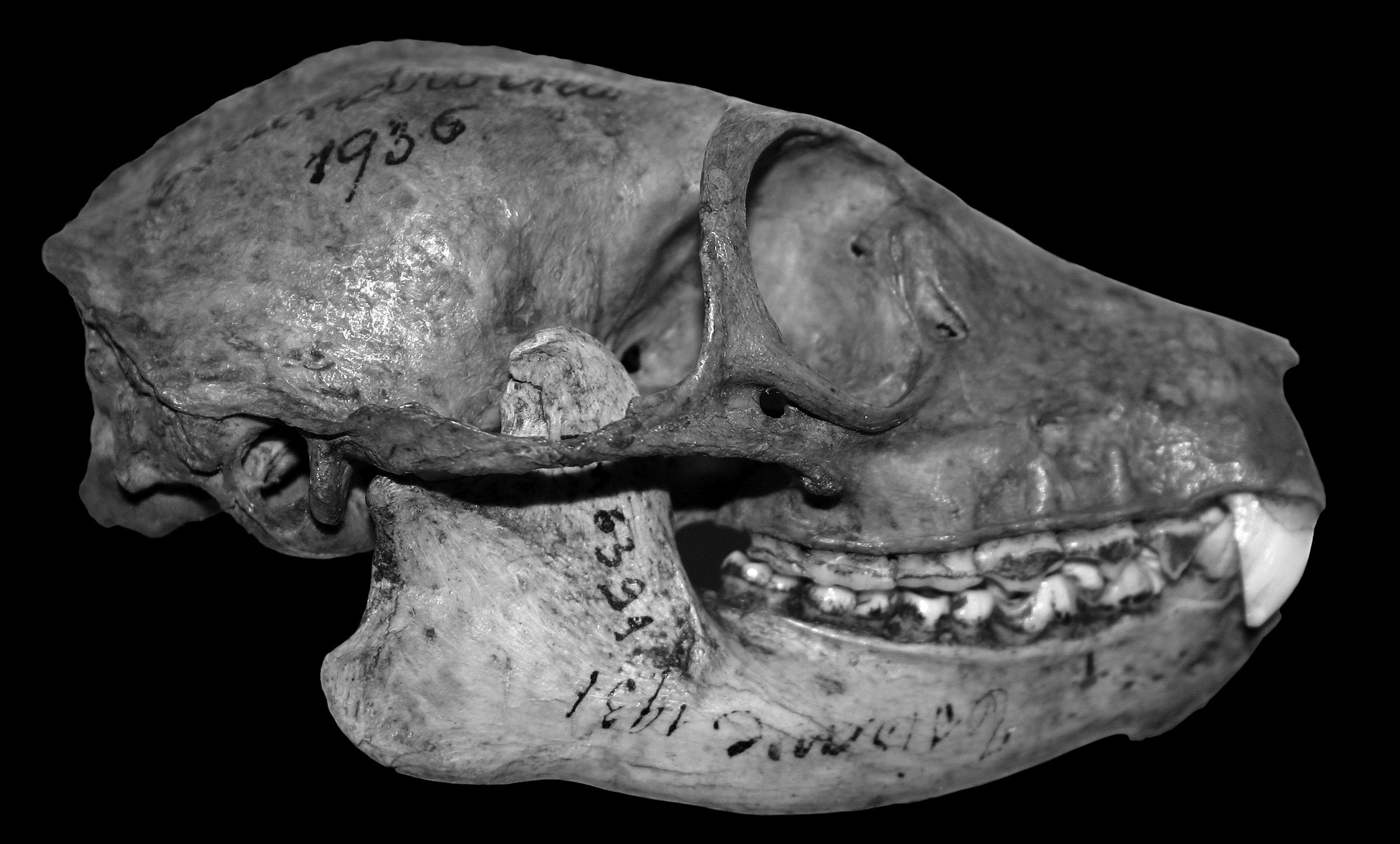
El cráneo y los dientes del Pachylemur insignis sugieren que se alimentaba principalmente de frutas y algunas raíces.

La fórmula dental es {\displaystyle {\tfrac {2.1.3.3}{2.1.3.3}}}, como en todas lemúridos . El peine dental —una estructura con apariencia de peine formada por los dientes frontales inferiores, característica de lémures y lorisoides— es similar a la de otros lemúridos. Las dos mitades de la mandíbula (maxilar inferior) no se fusionan en la sínfisis mandibular. Sin embargo, hay algunas diferencias en la morfología de los dientes con respecto a los lémures marrones y de cola anillada, similares a las que existen entre los lémures rufos y los otros géneros. En el Pachylemur, la cuenca talónida ( una cuenca en la parte final de los molares inferiores) es más alargada, y no está recubierta por una cúspide entocónida . En los dos primeros molares superiores, el cíngulo lingual (un estante en el lado interior, o lingual, del diente) se expande hacia la parte delantera. Las dos especies difieren en detalles de la morfología del diente. El P. insignis tenía premolares y molares inferiores más estrechos, y las cúspides bucales (externas) sobre estos dientes estaban situados en la parte delantera de sus homólogos linguales. En relación con los lémures rufos, el Pachylemur tiene mandíbulas y molares más grandes.
El cráneo del Pachylemur es relativamente amplio, pero las órbitas (cuencas de los ojos) son más pequeñas y más orientadas hacia la parte delantera que en los lémures rufos. En el esqueleto postcraneal, se encuentran los rasgos más distintivos del Pachylemur. Tenía piernas más cortas y robustas que los lémures rufos, y la parte delantera y patas traseras estaban más cerca de longitud (índice intermembral de aproximadamente 97).
En comparación con el esqueleto axial de los lémures rufos, en las vértebras del Pachylemur había cuerpos vertebrales más cortos y la apófisis espinosa tenía menos anticlinal. La cabeza de su fémur (hueso del muslo) también era relativamente grande. A partir de 2001, no se han encontrado huesos de los dedos de ambas especies.

## Comportamiento
Basándose en el desgaste dental y la presencia de caries, el Pachylemur era probablemente un especialista en frutas, al igual que sus estrechamente relacionados lémures rufos, pero diferenciándose de la mayoría de otros lémures gigantes herbívoros extintos de Madagascar. A pesar de que comía principalmente frutas, puede haber complementado estacionalmente su dieta con hojas y follaje. Sus dientes eran similares en apariencia a los de los lémures rufos, mientras que sus molares y el desgaste dental desigual sugieren que comió menos hojas y frutas más duras y tallos al igual que las especies de lémures marrones de hoy en día.

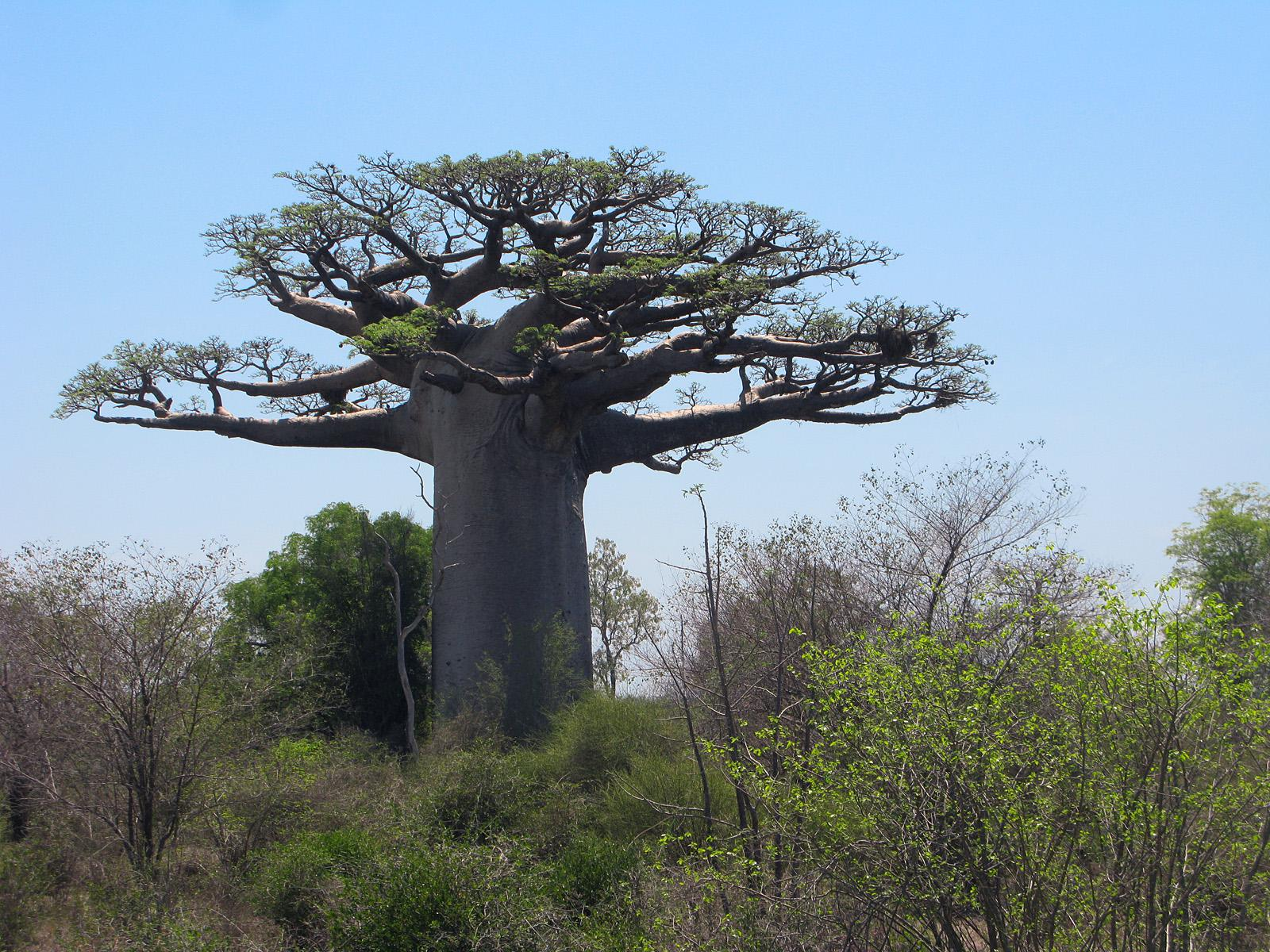
Los baobabs en los matorrales espinosos de Madagascar puede haber dependido de los Pachylemur para distribuir sus semillas grandes.

Debido a su dieta consistente en frutos más grandes, más duras y más fibrosa que las consumidas por lémures rufos, los Pachylemur eran probable importantes dispersores de semillas en comparación con los extintos lémures gigantes folívoros. Dentro de los matorrales espinosos del suroeste de Madagascar, sólo el P. insignis y el Archaeolemur majori (un tipo de lémur mono extinto), son sospechosos de haber sido dispersores de semillas grandes, sobre todo para las plantas que utilizan una forma de fotosíntesis conocido como fijación de carbono C3. Las plantas que pueden haber dependido de estos lémures gigantes extintos incluyen las especies Adansonia' (baobabs), Cedrelopsis, Commiphora, Delonix, Diospyros, Grewia, Pachypodium, Salvadora, Strychnos, Tamarindus y Uncarina.

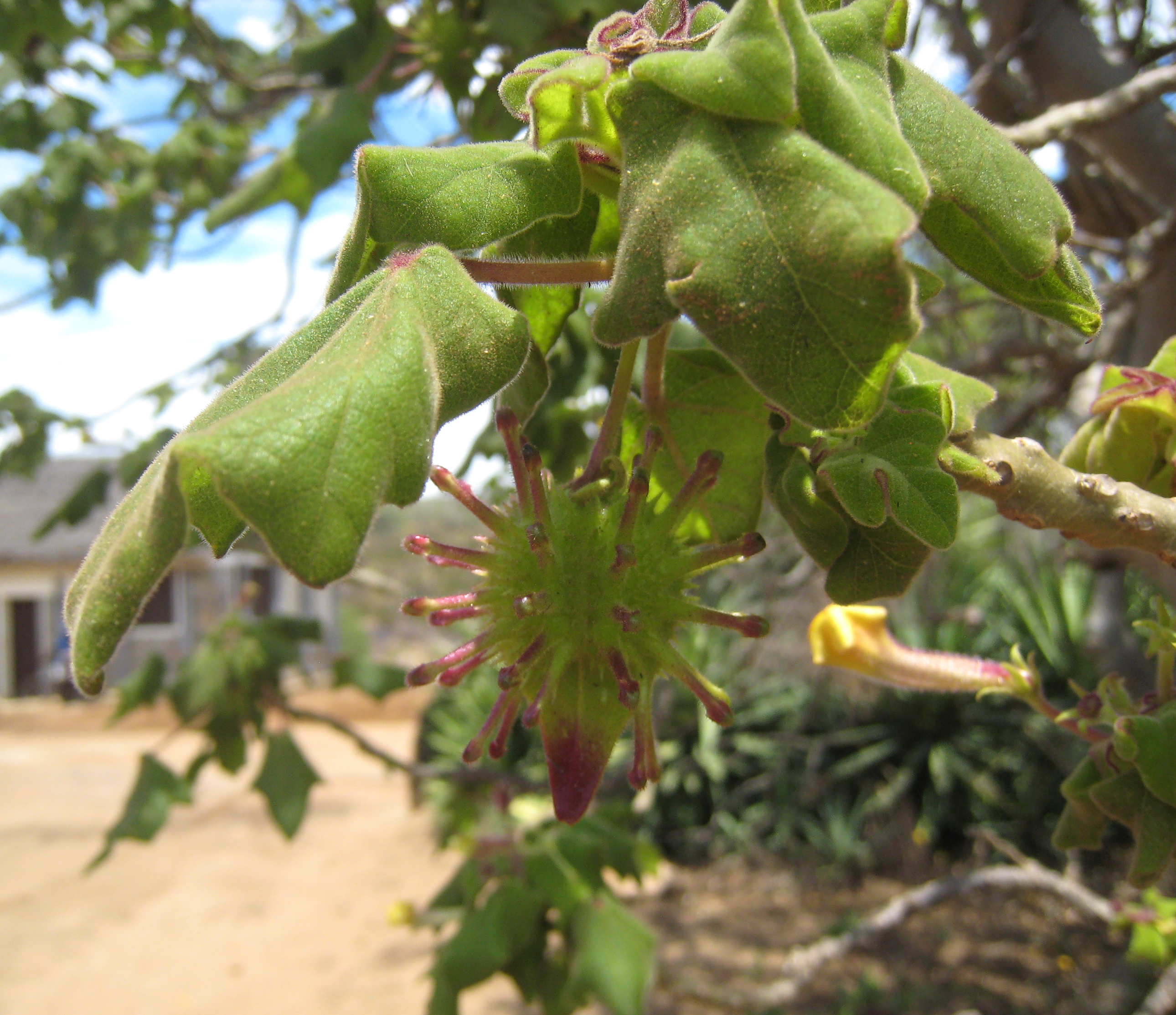
El Pachylemur puede haber diseminado semillas de plantas como Uncarina roeoesliana llevándolos en su piel.

El lémur rufo blanco y negro puede tragar semillas con un diámetro de hasta 30 milímetros (1,2 pulgadas), que es lo más grande que cualquier otro lémur existente puede comer. Habiendo sido más de dos veces más grande, el Pachylemur habría sido capaz de tragar semillas más grandes. En el caso de los baobabs, los frutos tienen semillas grandes rodeadas por una pulpa nutritiva y puede haber requerido la dispersión de semillas a través de la ingestión. En el oeste de Madagascar, la diversidad genética de Commiphora guillaminii sugiere que tenía la dispersión de semillas más extendida en el pasado, pero hoy muestra signos de una mayor diversidad localizada en comparación con especies africanas dentro del mismo género que no han perdido sus dispersores de semillas.
Muchos árboles pequeños y arbustos de los matorrales espinosos, como la Uncarina endémica, conservan agua mediante la producción de semillas con ganchos y espinas en lugar de frutos carnosos. Estas semillas se adhieren a la piel y el pelaje de los animales que pasan a dispersarlos, y actualmente todavía se dispersan por especies introducidas tales como ganado vacuno, así como especies todavía existentes de lémures. El Pachylemur también puede haber ayudado a dispersar las semillas de esta manera.
Durante muchos años, los paleoantropólogos creían que el Pachylemur era un lémur que habitaba en el suelo debido a su esqueleto postcraneal robusto. Sin embargo, más recientes análisis de su esqueleto axial y apendicular —particularmente las vértebras y el fémur— sugieren que se trataba de un lémul que habitaba en los árboles (arborícola). Al igual que los lémures rufos, el Pachylemur también fue un cuadrúpedo arbóreo que frecuentemente exhibía suspensión posterior con el fin de llegar a la fruta y las hojas en las ramas más pequeñas. Sin embargo, el Pachylemur era un lento escalador deliberado a diferencia de los lémures rufos, que saltan y se aseguran por su dosel superior. Al igual que los lémures todavía existentes y extintos, el Pachylemur probablemente conservaba energía debido a su dieta, su cerebro pequeño, y escalada lenta.
Debido a que sus ojos eran de un tamaño comparable a los de los lémures modernos diurnos, el Pachylemur fue probablemente diurno, así, como la mayoría de los lémures gigantes extintos. Sin embargo, en comparación con los primates antropoides de tamaño similar, su agudeza visual era relativamente pobre.

## Distribución y hábitat
Los restos subfósiles del Pachylemur se han encontrado en todas las regiones de Madagascar, excepto en las selvas tropicales del este, donde no se han encontrado sitios subfósiles. Las dos especies se encuentran típicamente en los matorrales espinosos, los bosques suculentos del sur y suroeste de Madagascar (P. insignis) y los bosques subhúmedos de la sierra central (P. jullyi), aunque otros restos indeterminados o fragmentarios se han descubierto en la cueva Ankilitelo en el suroeste de Madagascar, así como en los bosques secos caducifolios en Amparihingidro en el noroeste (posiblemente P. insignis) y Ankarana en el extremo norte de la isla (posiblemente P. jullyi).
Sitios con subfósiles del P. insignis incluyen Andolonomby, Beloha (cerca de Anavoha), Bemafandry, Andrahomana, Manombo-Toliara, Ambolisatra, Ambararata-Mahabo, Ampoza-Ankazoabo, Belo-sur-mer, Lamboharana, Taolambiby, Tsiandroina y Tsirave en el sur y el suroeste de Madagascar. El P. jullyi ha sido registrado en Ampasambazimba, Antsirabe y Morarano-Betafo en el altiplano central de Madagascar.
En general, la diversidad de los lémures ha disminuido desde la llegada de los seres humanos debido a la pérdida de hábitat, la fragmentación de los bosques, y la caza de animales silvestres. En algunos sitios subfósiles, el Pachylemur vivía junto a un máximo de 19 o 20 otras especies de lémur, pero ahora tan sólo el 20% de las especies permanecen en esas áreas.

## Extinción
Los humanos llegaron a Madagascar alrededor del año 350 a. C., pero no causaron la extinción del Pachylemur y de otros lémures gigantes inmediatamente. En su lugar, muchos factores relacionados con los humanos, tales como la pérdida de hábitat, la fragmentación del bosque, caza de animales silvestres, y la introducción de especies invasoras, así como la desecación gradual de ciertas partes de la isla, causó su declive y eventual extinción durante más de un milenio. Los mismos factores que amenazan a todas las especies de lémures que viven hoy en día.
El descenso poblacional inicial de los Pachylemur comenzó con unos 500 años de la colonización humana, pero antes de la creación de grandes asentamientos humanos. La caza en las tierras altas centrales y los matorrales espinosos probablemente causaron una caída sustancial de la población. Los grande lémures, incluyendo al Pachylemur, sobrevivieron en las tierras altas centrales, bosques suculentas y matorrales espinosos hasta alrededor del año 950 EC. Sobre la base de la datación por radiocarbono de restos subfósiles recogidos a partir de 2010, los últimos restos del P. insignis de 17 ejemplares fechados vinieron de Ankilibehandry en los bosques suculentos y datan entre el 680 y 780 EC. De las ocho muestras fechadas, los restos más recientes del P. jullyi vinieron de Ampasambazimba en las tierras altas centrales y datan entre el 620 a 680 EC. Del Pachylemur generalmente se cree que se ha extinguido entre el 680 a 960 EC, pero restos del P. insignis se han encontrado en la cueva Ankilitelo cueva (una cueva pozo en el suroeste de Madagascar), que se supone que es de menos de 500 años de antigüedad.

## Lectura citada
- Filhol, H. (1874). «Nouvelles observations sur les mammifères des gisements de phosphates de chaux (Lémuriens et Pachylémuriens)». Annales des sciences géologiques 5 (4): 1-36.
- Filhol, H. (1895). «Observations concernant les Mammifères contemporains des Æpyornis à Madagascar». Bulletin du Muséum national d'histoire naturelle 1: 12-14.
- Godfrey, L.R.; Jungers, W.L. (2002). «Chapter 7: Quaternary fossil lemurs».  En Hartwig, W.C., ed. The Primate Fossil Record. Cambridge University Press. pp. 97–121. ISBN 0-521-66315-6.
- Godfrey, L.R.; Jungers, W.L. (2003). «Subfossil Lemurs».  En Goodman, S.M.; Benstead, J.P., eds. The Natural History of Madagascar. University of Chicago Press. pp. 1247-1252. ISBN 0-226-30306-3.
- Godfrey, L.R.; Jungers, W.L.; Burney, D.A. (2010). «Chapter 21: Subfossil Lemurs of Madagascar».  En Werdelin, L.; Sanders, W.J, eds. Cenozoic Mammals of Africa. University of California Press. ISBN 978-0-520-25721-4.
- Godfrey, L.R.; Jungers, W.L.; Schwartz, G.T. (2006). «Chapter 3: Ecology and Extinction of Madagascar's Subfossil Lemurs».  En Gould, L.; Sauther, M.L., eds. Lemurs: Ecology and Adaptation. Springer. pp. 41–64. ISBN 978-0-387-34585-7.
- Godfrey, L.R.; Rasoazanabary, E. (2011). «Chapter 8: Demise of the Bet Hedgers: A Case Study of Human Impacts on Past and Present Lemurs of Madagascar».  En Sodikoff; G.M, eds. The Anthropology of Extinction: Essays on Culture and Species Death. ISBN 978-0-253-22364-7.
- Goodman, S.M.; Patterson, B.D., eds. (1997). Natural Change and Human Impact in Madagascar. Smithsonian Institution Press. ISBN 978-1-56098-682-9.
  - Simons, E.L. (1997). «Chapter 6: Lemurs: Old and New». pp. 142-166.
  - Godfrey, L.R.; Jungers, W.L.; Reed, K.E.; Simons, E.L.; Chatrath, P.S. (1997). «Chapter 8: Subfossil Lemurs». pp. 218-256.
- Grandidier, G. (1899). «Description d'ossements de Lémuriens disparus». Bulletin du Muséum national d'histoire naturelle 5: 344-348.
- Grandidier, G. (1905). «Recherches sur les lémuriens disparus et en particulier sur ceux qui vivaient à Madagascar». Nouvelles archives du Muséum d'histoire naturelle 7: 1-142.
- Jungers, W.L.; Godfrey, L.R.; Simons, E.L.; Wunderlich, R.E.; Richmond, B.G.; Chatrath, P.S. (2001). «Chapter 10: Ecomorphology and Behavior of Giant Extinct Lemurs from Madagascar».  En Plavcan, J.M.; Kay, R.F.; Jungers, W.L. et al., eds. Reconstructing Behavior in the Primate Fossil Record. Springer. ISBN 978-0-306-46604-5.
- Lamberton, C. (1948). «Contribution à la connaissance de la faune subfossile de Madagascar: Note XVII. Les Pachylémurs». Bulletin de l'Académie malgache 27: 7-22.
- Nowak, R.M. (1999). Walker's Mammals of the World (6th edición). Johns Hopkins University Press. ISBN 0-8018-5789-9.
- Smith, G.E. (1903). «On the morphology of the brain in the Mammalia, with special reference to that of the lemurs, recent and extinct». Transactions of the Linnean Society of London, Zoology 8 (10): 319-432.
- Standing, H.F. (1904). «Rapport sur des ossements sub-fossiles provenant d'Ampasambazibma. 1. — Les Lémuriens (Suite)». Bulletin de l'Académie malgache 3: 305-310.
- Standing, H.F. (1908). «On recently discovered subfossil primates from Madagascar». Transactions of the Zoological Society of London 18 (2): 59-162.
- Tattersall, I. (1982). The Primates of Madagascar. Nueva York: Columbia University Press. p. 382. ISBN 978-0-231-04704-3.
- Zijlstra, J.; Groves, C.; Dunkel, A. (2011). «Case 3563. Pachylemur Lamberton, 1948 (Primates, Lemuridae): proposed conservation of the generic name». Bulletin of Zoological Nomenclature 68 (4): 275-280.

- Datos: Q292027
- Multimedia: Pachylemur / Q292027
- Especies: Pachylemur